# Luciano Sgheiz
Luciano Sgheiz (ur. 20 grudnia 1941 w Colico) – włoski wioślarz. Dwukrotny medalista mistrzostw Europy i dwukrotny olimpijczyk. Młodszy brat Romano Sgheiza.

## Kariera sportowa
Zdobył srebrny medal w czwórce bez sternika (która płynęła w składzie: Romano Sgheiz, Fulvio Balatti, Giovanni Zucchi i Luciano Sgheiz) na mistrzostwach Europy w 1963 w Kopenhadze. Osada włoska w tym samym składzie zdobyła brązowy medal na kolejnych mistrzostwach Europy w 1964 w Amsterdamie, a także zajęła 5. miejsce na igrzyskach olimpijskich w 1964 w Tokio. 
Na igrzyskach olimpijskich w 1968 w Meksyku zajął 4. miejsce w czwórce ze sternikiem (w składzie: Romano Sgheiz, Emilio Trivini, Giuseppe Galante, Luciano Sgheiz i sternik Mariano Gottifredi).